# James Kealoha
James Kimo Kealoha, född 29 april 1908 i Pahoa, död 24 augusti 1983 i Honolulu, var en amerikansk politiker. Han var Hawaiis viceguvernör 1959–1962. Han var av kinesisk och hawaiiansk härkomst.
Kealoha gick i skola i Hilo High School i Hilo. Han gifte sig 1929 med Muilan Young. Paret fick två döttrar, Leiluhu Emma och Leiohu Lillie.
Kealoha öppnade 1930 en livsmedelsaffär. Han gick först med i demokraterna men bytte sedan parti till republikanerna.
I det första guvernörsvalet 1959 vann republikanernas kandidater William F. Quinn som valdes till guvernör och viceguvernörskandidaten Kealoha. För första gången i USA:s historia tillträdde en person av kinesisk eller hawaiiansk härkomst viceguvernörsämbetet i en delstat. Kealoha efterträddes 1962 som viceguvernör av demokraten William S. Richardson.